# Богдашкино (Чердаклинский район)
Богда́шкино — село в Чердаклинском районе Ульяновской области. Административный центр Богдашкинского сельского поселения.

## География
Расположено в 16 км от рабочего посёлка Чердаклы, на левом берегу реки Урень.

## История
В 1698-99 годах по указу царя Петра I сюда были выселены из деревни Матвеевка мордва-язычники, а деревню назвали в честь основателя Богдашко Ведяшева.
В 1780 году в деревне Богдашкина, проживало: крещёной мордвы 146 ревизских душ, ясашных татар — 19, в ней же под названием деревня Новой Паркиной, крещёной мордвы — 93. Деревня входила в состав Ставропольского уезда Симбирского наместничества.
С 1796 года — в  Ставропольском уезде Симбирской губернии. 
С 1851 года — в  Ставропольском уезде Самарской губернии.
В 1859 году в деревне Богдашкино было 75 дворов.
В 1900 году в деревне было 237 дворов, в которых жило 1403 человека. Имелась школа грамоты, 5 ветряных мельниц.
В 1909 году была построена каменная церковь во имя Михаила Архангела — Церковь Михаила Архангела, архитектор Хилинский Тадеуш Северинович, снесена в 1960-е годы. 
В 1989 году, немцы, переехавшие из Казахстана и Средней Азии начали селиться в Богдашкино. 
Созданы агрофирмы «Фройндштадт» и «Возрождение», работает масло-сырзавод. 
В 1990-е годы село имело статус «Немецкого национального поселения», позже ликвидированный.

## Население
| 1859 | 1889  | 1897  | 1910  | 2010 |
| ---- | ----- | ----- | ----- | ---- |
| 780  | ↗1160 | ↗1369 | ↗1635 | ↘526 |

Население — более 600 человек, преобладают немцы.

## Инфраструктура
- ООО "АППЕТИТНОВО"
- Рыбоводческий комплекс «Янтарный ручей»[15].

## Улицы
ул. 60 лет Победы, ул. Дружбы, ул. Железнодорожная, ул. Заречная, ул. Зеленая, ул. Лидии Бернт, ул. Луговая, ул. Мира, ул. Молодежная, ул. Новая, ул. Пионерская, ул. Полевая, ул. Рабочая, ул. Садовая, ул. Сиреневая, ул. Советская, ул. Солнечная, ул. Спортивная, ул. Степная, ул. Строителей, ул. Труда, ул. Центральная, ул. Школьная.